# Rebeca Bruned
Rebeca Bruned Pons es una enfermera, terapeuta ocupacional y activista española que trabaja en el Hospital Miguel Servet de Zaragoza, como enfermera asistencial en el servicio de Enfermedades infecciosas del Hospital infantil. 

## Trayectoria
Bruned estudió en la Facultad de Enfermería de la Universidad de Zaragoza, entre 1997 y 2000. Es enfermera asistencial y ha trabajado en  diferentes servicios de los Hospitales de Zaragoza. Es miembro de la Asociación Nueva Enfermería y vocal del Comité de Ética asistencial.
Es una figura destacada en el gremio de enfermeras por su activismo político, principalmente por generar conciencia para un colegiado más participativo y transparente. Dicho activismo queda reflejado sobre todo en redes sociales como Twitter. Ha participado en varios congresos y simposios. En 2020, participó en el VII Simposio Aragonés de Comités de Ética sobre “Conflictos éticos en la pandemia por COVID-19" con el tema "Análisis comparativo crítico de los posicionamientos éticos de SEMICyUC, Ministerio de Sanidad y Comité de Bioética de España ante la pandemia de COVID-19". Realizó charlas educativas en el marco de la celebración del 11 de febrero Día Internacional de la mujer y la niña en la ciencia.   

## Reconocimientos
En el marco de las iniciativas ciudadanas promovidas para conmemorar 11 de febrero Día Internacional de la mujer y la niña en la ciencia y visibilizar las mujeres en las ciencias se ha organizado la ruta de Escaparates 11F en Zaragoza y Bruned ha sido seleccionada entre las mujeres reconocidas por sus méritos científicos en los años 2020 y 2021 siendo parte de la ruta.  